# 穆泰爾島

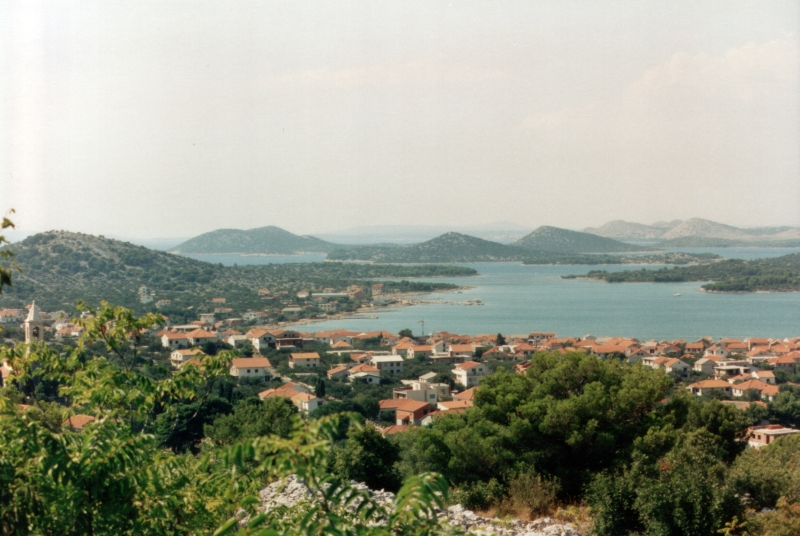

穆泰爾島是克羅地亞的島嶼，位於亞得里亞海，由希貝尼克-克寧縣負責管轄，長11.22公里、寬3.1公里，面積17.577平方公里，海岸線長度42.605公里，最高點海拔高度125米，人口5,192。